# Tarimba
Tarimba é um estrado de madeira, plano e duro, onde dormem os soldados nos quartéis e postos de guarda. Considerada cama rude, dura e desconfortável, o nome é também usado para designar a vida de caserna ou vida de soldado. Neste contexto, no sentido honroso da palavra, significa profissional das armas com larga experiência ou grande prática. No sentido pejorativo, tarimba significa pessoa rude, suja de porte inferior.
No sentido figurado quer dizer "Preparação ou conhecimento decorrentes de larga experiência em alguma área ou função = PRÁTICA" 